# Tigre de Malaisie
Panthera tigris jacksoni
Sous-espèce
Répartition géographique
Statut de conservation UICN

 CR A2bcd+4bcd; C1+2a(i) : 
En danger critique
 2008 
Le Tigre de Malaisie (Panthera tigris jacksoni) est une sous-espèce du Tigre (Panthera tigris) qui vit dans le centre et le sud de la péninsule Malaise.
En 2003, sa population était estimée entre 493 et 1 480 adultes, il semblait très improbable de compter plus de 250 animaux en âge de se reproduire dans l'une des trois sous-populations et la tendance était à la baisse. En 2014, sa population était estimée entre 250 et 340 individus. Et il est probable qu'aujourd'hui, en 2022, elle compte moins de 200 individus et qu'elle est sur le déclin.
En 1968, lorsque Panthera tigris corbetti est dénommée, les tigres de Malaisie et de Singapour font partie de cette sous-espèce. En 2004, Panthera tigris jacksoni est reconnue comme une sous-espèce distincte lorsqu'une analyse génétique montre que son génome mitochondrial diffère de celui de Panthera tigris corbetti.
En Malaisie, on lui donne le nom de Harimau belang.

## Caractéristiques
Il n'existe pas de différence flagrante entre le Tigre de Malaisie et celui d'Indochine lorsque l'on compare leurs crânes et leurs pelages. Le Tigre de Malaisie est plus petit que celui du Bengale. D'après les mensurations effectuées sur onze mâles et huit femelles, la moyenne est de 2,59 mètres de long pour environ 120 kilogrammes chez les mâles et de 2,39 mètres pour environ 100 kilogrammes chez les femelles.

## Répartition et habitat
La division géographique entre les tigres de Malaisie et d'Indochine est peu claire puisque les populations du nord de la Malaisie sont en contact avec celles du sud de la Thaïlande.
Entre 1991 et 2003, des traces témoignant du passage de tigres sont observées dans des champs, des zones agricoles en dehors des forêts au Kelantan, Terengganu, Pahang et Johor ainsi que dans de multiples zones ripariennes non forestières au Pahang, Perak, Kelantan, Terengganu et Johor.
La plupart des grandes rivières se jetant dans la mer de Chine méridionale contiennent des preuves du passage de tigres, tandis que celles qui se jettent dans le détroit de Malacca, à l'ouest, n'en ont pas. On ne signale pas de traces de tigres au Perlis, dans l'île de Penang, à Malacca ni dans les territoires fédéraux de Kuala Lumpur et de Putrajaya, sur la côte ouest. L'habitat potentiel du tigre s'étend sur 66 211 km2, dont 37 674 km2 où la présence de l'animal est avérée. Des tigres sont présents dans toutes les zones protégées de plus de 402 km2.

## Comportement et écologie
Les tigres de Malaisie se nourrissent de sambars, de muntjacs, de sangliers, de sangliers à moustaches et de saros. Les tigres du parc national de Taman Negara se nourrissent, de plus, d'ours malais et d'éléphanteaux. On ignore cependant si les gaurs et les tapirs adultes font partie de leurs proies. Ils s'attaquent occasionnellement au bétail ; leur présence réduit cependant le nombre de sangliers qui peuvent devenir un sérieux fléau pour les plantations et autres terres agricoles. Des études indiquent que, dans les régions où les grands prédateurs (tigres et léopards) sont éteints, les sangliers sont dix fois plus nombreux qu'ailleurs.

## Menaces
La fragmentation écopaysagère, due aux projets de développement et à l'agriculture, est une menace sérieuse. Le braconnage touche différemment les tigres selon les États. En 2007 en Malaisie, il existait depuis quelques années un marché intérieur considérable pour la viande de tigre et leurs os, utilisés dans la médecine traditionnelle.

## Conservation

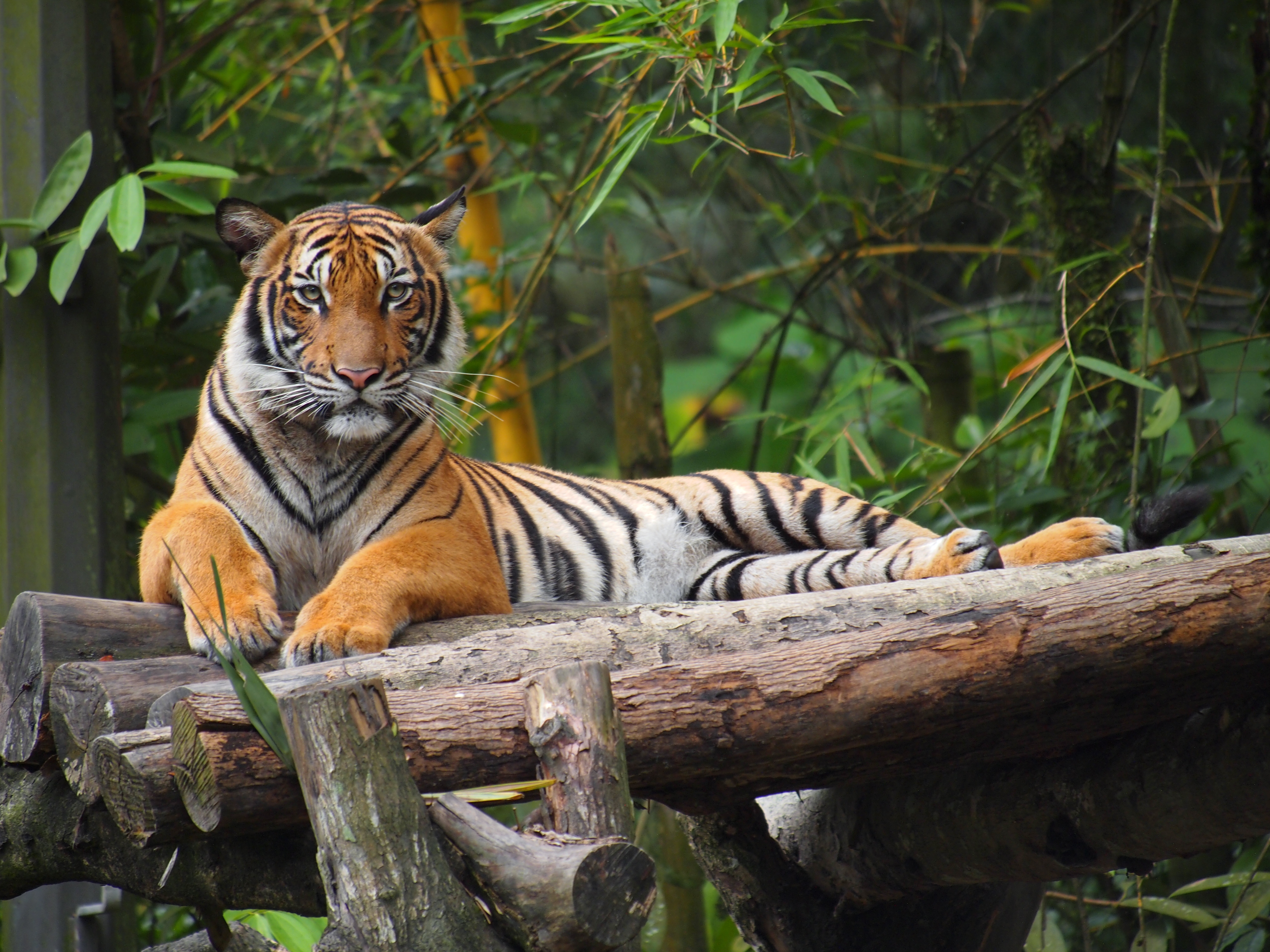
Tigre de Malaisie au zoo national de Malaisie

À cause du manque de proies, il n'y a que 1,1 à 1,98 tigre pour 100 km2 dans les forêts tropicales. Afin de maintenir une population viable d'au moins 6 tigresses en âge de procréer, les réserves doivent donc mesurer au moins 1 000 km2. Les renseignements concernant le régime alimentaire de ces tigres, leurs mensurations, leurs paramètres démographiques, leur structure sociale, leurs moyens de communication, la taille de leur domaine vital et leur pouvoir de dispersion manquent.
Les tigres sont inscrits sur l'annexe 1 de la CITES, qui en interdit le commerce international. Tous les États et pays abritant des tigres ont également interdit le commerce intérieur.

### En captivité

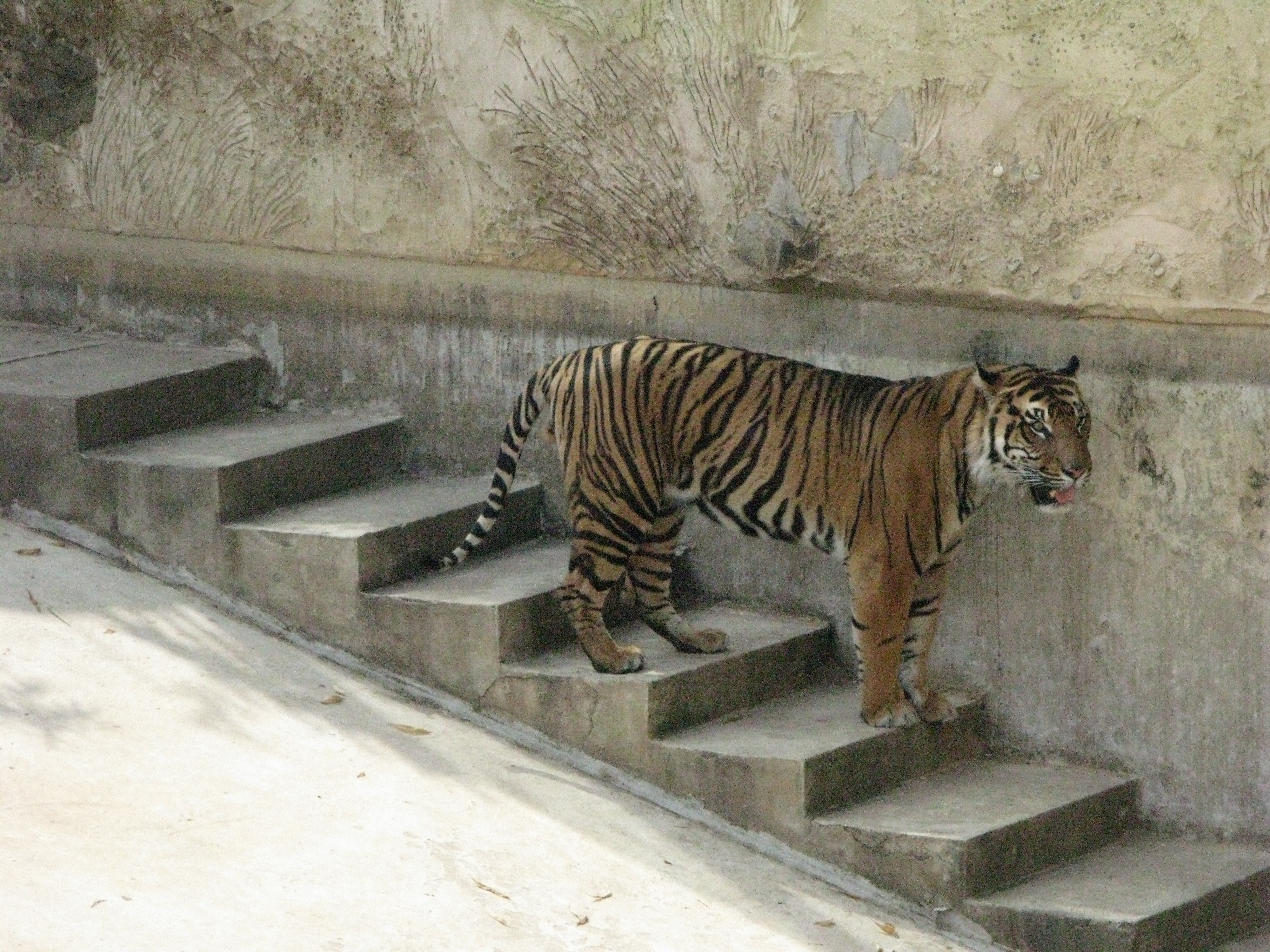
Un tigre de Malaisie en captivité au zoo de Prague.

En captivité, les tigres de Malaisie réclament les mêmes soins que les autres sous-espèces.

## Controverse autour du nom
Lorsque le Tigre de Malaisie a été reconnu comme sous-espèce de la famille des tigres, la nouvelle fut très bien reçue en Malaisie. Le nom scientifique donné au tigre de Malaisie, Panthera tigris jacksoni, en l'honneur du spécialiste des tigres Peter Jackson fut cependant rapidement sujet à controverse : la MAZPA (Association malaisienne des zoos, des parcs et des aquariums) protesta en alléguant que le nom devait refléter davantage l'aire géographique de l'animal et proposa le nom de Panthera tigris malayensis.

## Dans la culture
Le Tigre de Malaisie est l'animal national de la Malaisie, il évoque le courage et la force. Un tigre symbolisant le gouvernement est représenté sur les armoiries de la Malaisie et apparaît sur plusieurs blasons d'institutions malaises telles que la police royale malaisienne, Maybank, Proton et la fédération de Malaisie de football. C'est également le surnom de l'équipe de Malaisie de football. Les Malais donnent plusieurs surnoms à l'animal, notamment Pak Belang, qui signifie littéralement « l'Oncle rayé ». Dans le folklore, c'est l'un des adversaires de Sang Kancil, le chevrotain.
Le Tigre de Malaisie était également représenté sur l'insigne du Grup Gerak Khas.